# Matthias von der Schulenburg
Matthias V. von der Schulenburg (* 14. September 1578; † 16. Januar 1656 in Altenhausen) war ein Oberhauptmann des Holzkreises, Landrat im Erzstift Magdeburg.

## Leben

### Herkunft und Familie
Matthias V. war Angehöriger des Adelsgeschlechts von der Schulenburg. Seine Eltern waren Daniel I. von der Schulenburg
(1538–1594) und Ehrengart von Alten († nach 1611). Aus seiner Ehe mit Margarethe Schenk von Flechtingen (1571–1636) gingen 17 Kinder hervor, darunter:
- Gustav Adolf (1632–1691), kurbrandenburgischer Geheimrat und Kammerpräsident

### Werdegang
Schulenburg studierte 1590 in Helmstedt und 1597 in Frankfurt/Oder. Während seiner Kavalierstour durch Frankreich und Italien besuchte er 1603 auch die Universität Siena.
1632 wurde er mit dem Namen „der Salzhafte“ in die Fruchtbringende Gesellschaft aufgenommen. Gustav Adolf, der König von Schweden hatte Schulenburg zum Rat und Oberhauptmann des Holzkreises ernannt. Nach dem Krieg wirkte er im Erzstift Magdeburg als Landrat.
Er war Erbherr auf Emden, Beetzendorf, Hohenwarsleben sowie auf Altenhausen, das sein Stammgut war. Während des Krieges hatte er seine Güter mehrfach wegen durchziehender Truppen verlassen müssen. Nach seinem Tod mussten seine Erben für die in Folge des Krieges ruinierten Güter Konkurs anmelden.